# Notholepthyphantes erythrocerus
Notholepthyphantes erythrocerus là một loài nhện trong họ Linyphiidae.
Loài này thuộc chi Notholepthyphantes. Notholepthyphantes erythrocerus được Eugène Simon miêu tả năm 1902.